# Vapors of Morphine
Vapors of Morphine é uma banda estadunidense de rock alternativo fundada em 2009 pelos demais membros da banda de rock alternativo Morphine, que encerrou seus trabalhos após a morte do vocalista Mark Sandman.
Vapors of Morphine é formada pelo saxofonista Dana Colley e pelo baterista Jerome Deupree, ambos ex-membros do Morphine, que se juntaram ao guitarrista de blues Jeremy Lyons. Jeremy deixou o cargo no início de 2019; Tom Arey (Peter Wolf, Fantasmas de Júpiter) tomou seu lugar.

## História
A banda foi oficialmente formada em 2009, quando Dana Colley foi convidado a trazer um grupo para o Nel Nome Del Rock Festival em Palestrina, Itália. Dez anos antes, o vocalista da Morphine, Mark Sandman, de repente morreu de um ataque cardíaco enquanto se apresentava naquele local.
Após alguma deliberação, Colley convidou Jeremy Lyons para cantar e tocar o baixo de slides de 2 cordas, juntamente com o baterista Jerome Deupree. Lyons pediu ao amigo "Washtub" Robbie Phillips para construir um baixo de 2 cordas para ele e começou a aprender o repertório de Morphine. O processo não foi fácil, pois Lyons teve que dominar um novo instrumento enquanto cantava abaixo de sua faixa vocal natural.
No início, eles não concordavam com o nome dessa nova banda, e alternaram entre "Members of Morphine & Jeremy Lyons" e "Elastic Waste Band", que eventualmente se transformou em "The Ever Expanding Elastic Waste Band". No início de 2014 alguém perguntou ao [[Jeremy Lyons se ele não "brincava com... os 'vapores' de Morphine?", inspirando o nome da banda como é conhecida atualmente.
Vapors of Morfine já percorreram os Estados Unidos, América do Sul, Europa e Rússia. Alguns destaques foram as excursões europeias e sul-americanas de sucesso em 2018 e 19; Mês da Cultura Independente (São Paulo, Brasil, 2014), The New Orleans Jazz & Heritage Festival (EUA, 2012); Virada Cultural Festival em São Paulo, Brasil (2012), New Orleans' Voodoo Experience (EUA, 2011); e Festival da Maquinaria em Santiago, Chile (2011).
O ex-baterista do Morphine Billy Conway tocou como convidado, substituindo Deupree ou eventualmente fazendo do grupo um quarteto. O baterista Jeff Allison substituiu-se como baterista em 2012, quando Deupree estava sofrendo de tendinite.
Uma semana depois de retornar da Europa em novembro de 2018, Deupree informou seus colegas de banda de sua decisão de deixar a banda, em parte devido a problemas com zumbido. [citação necessária] Ele aparecerá no próximo álbum, ao lado de Tom Arey.

## Discografia
- The Ever Expanding Elastic Waste Band (creditado como "Members of Morphine and Jeremy Lyons")
- A New Low (2016)